# 短萼齿木
短萼齿木（学名：[Brachytome wallichii] 错误：{{Lang}}：文本有斜体标记（帮助））为茜草科短萼齿木属下的一个种。